# المكتبات في الدولة السعودية الثانية
مما لاشك فيه أن للمكتبات في أي مجتمع مهما كانت درجة ثقافته وعلمه أثرها الفعّال، وقد كانت المكتبات مركزاً مهماً من مراكز الحضارة الإسلامية، ولا تزال في كل بقعة من بقاع الدنيا مصدراً مهماً للإشعاع الثقافي. ولقد اشتهرت أُسر علمية اهتمت بالعلوم، وتوارثت الاهتمام بالمعرفة فأخذوا يحتفظون بمكتبات اشتهرت في زمانهم، وانتشر هذا التقليد بين علماء المناطق المختلفة، تعاقبت الأجيال على صيانة تلك العلوم والكتب فدل ذلك على المكانة العلمية التي وصل إليها علماء تلك الفترة، وعلى مدى اهتمامهم بالعلم والسعي وراء اكتساب المصادر التي تحفظ هذه العلوم؛ ومن هنا ظهرت لنا المكتبات المنزلية الخاصة التي انتشرت في بعض البيوت العلمية سواءً كان ذلك في نجد أم الساحل الشرقي، إلا أن السمة التي كانت تتميز بها هذه المكتبات هي سمة الخصوصية.

## أشهر المكتبات خلال الفترة 1256-1309هـ / 1840-1891م

### نجد
- مكتبة صالح بن حمد البسام: وهي مكتبة نفيسة تضم مخطوطات نادرة وبخط يده، ونظرًا لقدرته المالية حيث كان من كبار التجار، إضافة إلى قدرته العلمية فإنه جمع مكتبة حافلة قَلَّ أن تكون عند غيره في زمانه، وكان مقر تلك المكتبة في مدينة عنيزة.
- مكتبة علي بن صالح بن سالم آل بنيان: وهي مكتبة نفيسة وكبيرة، كان مركزها مدينة حائل.
- مكتبة الشيخ محمد بن عبد اللطيف آل الشيخ: وتعد هذه المكتبة إرثًا توارثه آل الشيخ، حيث كانت تضم كتبًا للشيخ محمد بن عبد الوهاب ثم انتقلت إلى أبنائه وأحفاده من بعده، وكان مقرها الرياض.
- مكتبة عبد الله بن خلف بن دحيان: حيث تعد من أكبر المكتبات لضخامة ما فيها ونفاسته من كتب ومخطوطات، وهي عند تلميذه ابن أخته الشيخ عبد الله بن محمد بن خميس، وكان مقرها مدينة المجمعة.
- مكتبة خلفها الشيخ عبد الرزاق بن محمد بن سلوم: وهي مكتبة نفيسة جدًا حاوية لجميع الفنون؛ لأنه كان يشتري بعض التركات من الكتب جملة واحدة.
- مكتبة لآل البسام في عنيزة: وهي تخص كلًا من حمد وسليمان ابني محمد البسام، وكانت تضم كتبًا نفيسة، وفيها نوادر المخطوطات ثم جعلت هذه المكتبة وقفًا.
- وهناك في عنيزة أيضًا مكتبة محمد بن عبد الكريم الشبل، وعلى بن محمد آل راشد.
- وفي الرس مكتبة الشيخ قرناس بن عبدالرحمن: التي كانت مكتبة كبيرة وضخمة فورثها أبناؤه وأحفاده من بعده. وهناك مكتبة للشيخ إبراهيم بن ضويان الذي نسخ الكثير من الكتب، وكوّن منها مكتبة.
- ومكتبة الشيخ إبراهيم بن محمد بن ضويان: وهي مكتبة عظيمة غالبها بخط يده.
- وهناك مكتبة للشيخ أحمد بن منقور: وهي مكتبة كبيرة غالبها بخط يده أيضًا، وقد استفاد منها كثير من طلبة العلم فيما بعد.
- ومكتبة سيف العتيقي: الذي أوقف أحد بيوته ليكون مدرسة، وأوقف عليها كتبًا جمة قيِّمة، ونخلاً تُصرف عوائده على الطلبة.
- مكتبة الشيخ عثمان بن عبد العزيز بن منصور: في حوطة سدير، وكانت مكتبة حافلة بنفائس الكتب والمخطوطات، وقد جمعها عن طريق شراء الكتب ونسخها بخط يده، وبعد وفاته عام 1282ه/1867م حملت من سدير إلى الرياض، وبيعت بأغلى ثمن في بيت الشيخ عبد اللطيف بن عبد الرحمن آل الشيخ.

• وهناك عدد من المكتبات الشهيرة أيضًا، منها : مكتبة آل إسماعيل في أُشيقر، ومكتبة آل عوسجى في ثادق، ومكتبة آل ذهلان في الرياض، ومكتبة آل عضيب في عنيزة ومكتبة آل عتيقي في المجمعة، ومكتبة آل عبد الجبار بالمجمعة كذلك، وكانت هذه المكتبات مقصدًا لطلاب العلم يأتون إليها من جميع أنحاء نجد رغبة في التحصيل العلمي وحرصًا على الوصول إلى المعرفة دون عائق، لذلك نجد أنه على الرغم من أن هذه المكتبات خاصة أي لأسر معينة إلا أننا نرى أنها في الوقت نفسه عامة، فكل من يطلب العلم يقصد تلك المكتبات التي لا يمانع أصحابها من إفادة أهل العلم بها.

## مكتبات الساحل الشرقي
كانت هناك مكتبات في القطيف والأحساء، وتشتمل على مخطوطات قيمة، وظلت مقصورة على طلاب العلم، ولم تتخذ صفة المكتبات الموسعة، ومنها:

## مكتبة علماء آل عبد القادر
التي مقرها في المبرز حيث احتوت على كتب ومخطوطات في غاية النفاسة وكبيرة القيمة، ومن أشهر المخطوطات التي شملتها تلك المكتبات (سنن أبي داود)، ويرجع عهد نسخة آل عبد القادر إلى أكثر من عشرة قرون مما يدل على أنها إحدى المخطوطات القديمة جدًا لهذا، وقيل: إن هذه المكتبة احتوت على ما يقارب (38) مخطوطة.

## مكتبة آل عكاس
وهي مكتبة قام بجمع محتوياتها الشيخ عبد العزيز العكاس، وكان يجتمع مع أخيه بالطلبة الباحثين عن العلم فيتذاكرون الكتب، ويحاولون جهدهم للحصول عليها سواء من الداخل أم الخارج حتى تجمعت ثروة طيبة من الكتب القيمة في شتى فنون المعرفة خاصة ما يتعلق بالأدب والتاريخ والفقه والعقيدة.

## مكتبة آل ملا
وبما أن أفراد هذه الأسرة من أهل العلم فكان لا بد من وجود مكتبة تخصهم، لكنه لا يعرف عن هذه المكتبة الشيء الكثير حتى افتتحت أول مكتبة تجارية بفضل الشيخ عبد الله بن عبد الرحمن آل ملا، وذلك لتزويد المواطنين بالكتب، وكان ذلك قبل نصف قرن.
ولم يقتصر الأمر على تلك المكتبات، بل إننا نجد كل أسرة علمية في ذلك الوقت كان لها ما يخصها من المكتبات التي كونتها بجهدها الشخصي، ومن ذلك: مكتبة آل غنام وآل عبد اللطيف وآل عفالق، والموسى والعمير والسالم والكثيري والعرفج والعيثان والمطاوعة والمطلق، وغيرها كثير من الأسر العلمية التي ظهرت في القطيف أو الأحساء.

## ومن أشهرالمكتباتفي الأحساء والقطيف خلال تلك الفترة

### مكتبة آل عبد القادر فيالأحساء
التي أسسها جدهم الأكبر مبارك الذي توفي سنة 1230هـ/1815م، وقد وزعت كتبه على أولاده الستة بالتساوي، وكذلك قسمت  كتب جدهم عبد اللطيف آل مبارك الذي توفي سنة 1291هـ/ 1876م على أولادة الستة أيضاً.

### مكتبة الخنيزي في القطيف
وتضم هذه المكتبة عشرات الكتب والمخطوطات القيمة، لكنها مقصورة على الخاصة، وأشهرها مكتبة علي الخنيزي ومحمد بن سعيد الخنيزي وعبد الله الخنيزي.